# Luchtbal (Antwerpen)

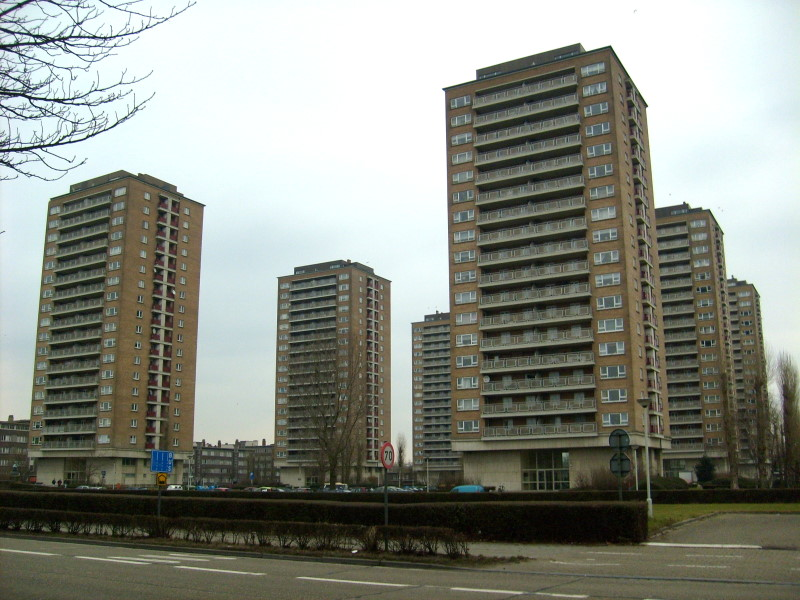
Woonblokken in Luchtbal

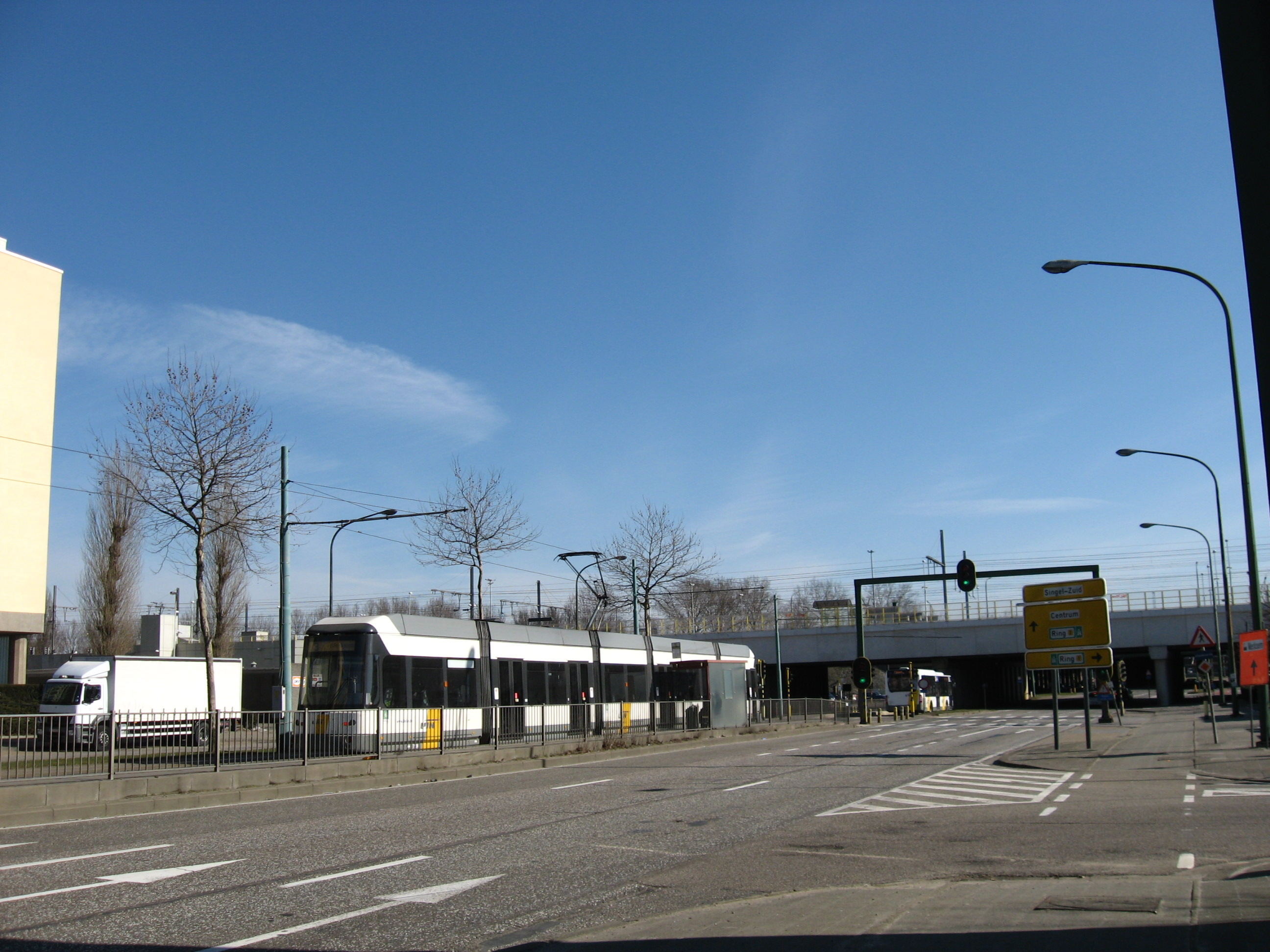
Station Antwerpen-Luchtbal

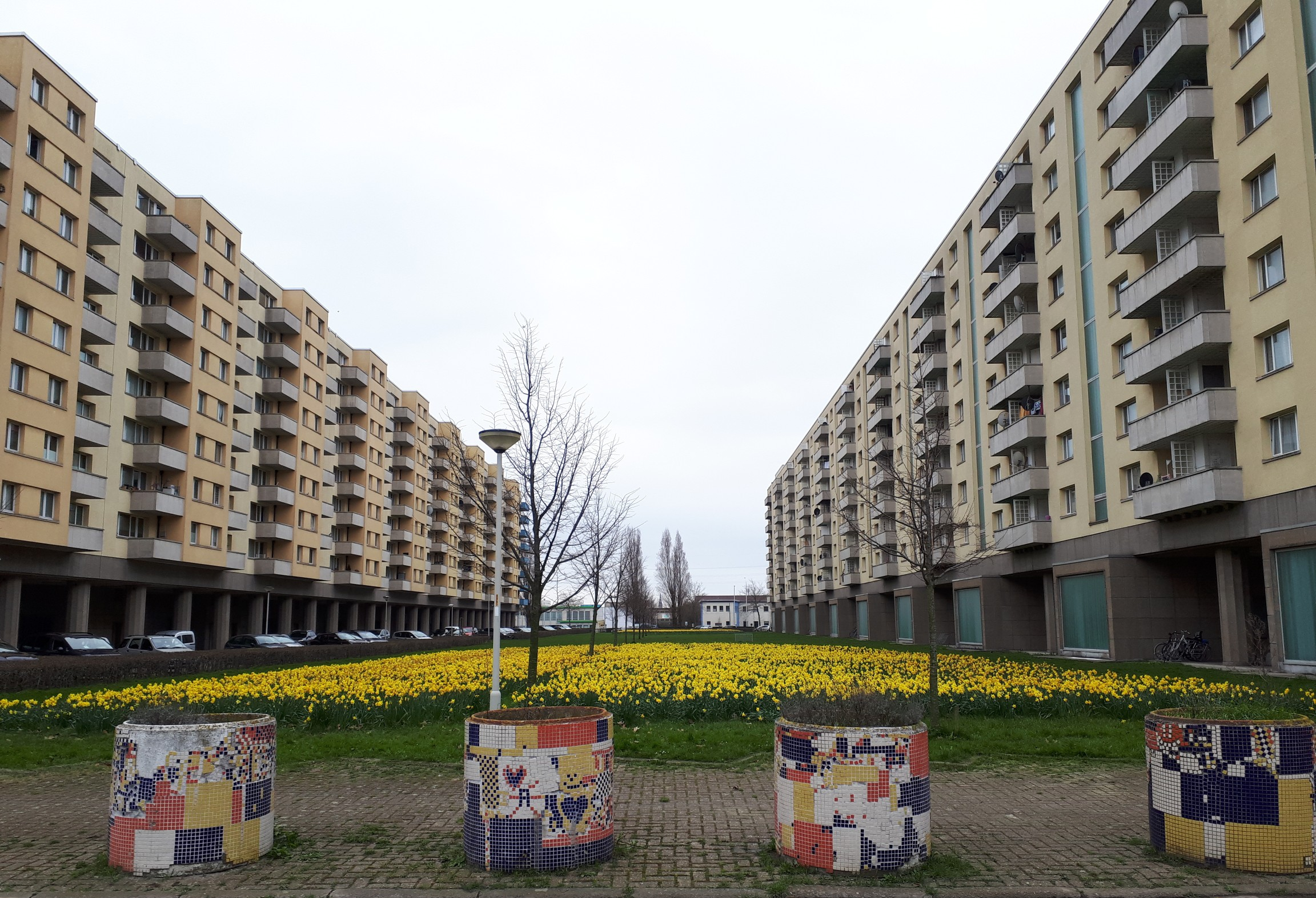
Paal- of Langblokken, Luchtbal

Luchtbal is een wijk in het noorden van het district Antwerpen (postnummer 2030), in de Belgische stad Antwerpen. Ze ligt langs de Noorderlaan en is omsloten door de Ring en spoorlijn 12 in het oosten (district Merksem), het Albertkanaal in het zuiden, de haven in het westen en de A12 in het noorden (kazerne Luchtbal, wijk Rozemaai en het natuurgebied Oude Landen).
Voor 1927 maakte het noorden van de wijk nog deel uit van de gemeente Ekeren en het zuiden van de gemeente Merksem. De Vosseschijn (ook afgekort tot Vos of Olme genoemd), dit is de benedenloop van de Laarse Beek, vormde de grens tussen beide gemeenten.

## Demografie
In 2022 telt Luchtbal 6385 inwoners en heeft een hoge bevolkingsdichtheid van 5.929 personen/km², wat te verklaren valt doordat de bebouwing grotendeels uit appartementen bestaat.

## Geschiedenis
In 1905 hernoemde Louis Van Vlierberghe, de kastelein van de herberg aan de brug van de toenmalige Ekersesteenweg over de Vosseschijn, fel onder de indruk van een door hem zelf aan mee geholpen noodlanding van een luchtballon in een nabijgelegen aardappelveld, zijn café om tot Den Luchtbal. Later werd de halte van de buurttram tussen Antwerpen en Ekeren, gelegen aan de brug over de Vosseschijn op de Ekersesteenweg, naar dit etablissement, eveneens Luchtbal genoemd evenals de omgeving van deze halte. Toen het zuidelijke gedeelte van de Ekersesteenweg door de Noorderlaan werd vervangen, werd ook de oude herberg nog geen honderd meter verder door een nieuwe zaak op de hoek van de Manchesterlaan met de Noorderlaan vervangen. Ook kwam er een nieuw spoorwegstation aan de Manchesterlaan, dat voor 1878 nog station Merksem heette en in 2006 als station Antwerpen-Luchtbal naar de Groenendaallaan verplaatst werd. Een andere nabijgelegen herberg was De Veestapel.
In 1938-1939 ontwierp Hugo Van Kuyck als architect sociale woningbouw voor de sociale huisvestigingsmaatschappij S.V. Onze Woning in de wijk het "Canadablok" met 5 bouwlagen. Na de oorlog wordt het Canadablok nog opgehoogd met dakappartementen in 1955 en krijgt Van Kuyck van de S.V. Onze Woning opnieuw de opdracht voor bijkomende ontwerpen die bijna de volledige zuidkant van Luchtbal vullen. De vier "Paalblokken" met acht bouwlagen worden gebouwd tussen 1954 en 1956 en de zes "Torenblokken" met 18 bouwlagen gebouwd tussen 1960 en 1962, werden door Van Kuyck ontworpen.

## Trivia
- De tv-serie De Familie Backeljau en de film Rosie uit 1998 werden opgenomen in deze wijk.
- De Antwerpse socialistische schepen en burgemeester Frans Detiège woonde aan de Manchesterlaan op de benedenverdieping van een van de lage appartementsgebouwen nabij de Cardiffstraat samen met vrouw en dochters Leona (de latere burgemeester van Antwerpen) en Maria, die beiden school liepen in de lagere gemeenteschool nr. 30 aan de Quebecstraat. Ietwat verder, eveneens op de Manchesterlaan in het appartementsgebouw aan de hoek met de Noorderlaan, woonde de Antwerpse CVP-schepen Frans Tijsmans, naar wie de tunnel onder het Kanaaldok is genoemd.
- De gemeenteschool nr. 30 aan de Quebecstraat werd Zwemschool genoemd wegens de aanwezigheid van een zwembad, wat haar in de jaren na de Tweede Wereldoorlog een unicum maakte. De naam werd in 2014 vervangen door De optimist.
- De Luchtbal werd destijds (kort na WOI) ingedeeld in de Lage Luchtbal en de Hoge Luchtbal. Het lage gedeelte bestond uit typische huisjes in cottage-stijl, vaak met tuintje. Het hoge deel bestond uit hoge woonblokken, waarvan het oudste de Canadablok was, bestaande uit twee delen, omsloten door Tampicoplein, Canadalaan, Santiagostraat en Columbialaan en gescheiden door de Hondurasstraat. Tussen Canadablok (noordzijde van het Tampicoplein) en de Lage Luchtbal (Manchesterlaan) bevond zich het eerste decennium na WOII een grote vlakte van opgespoten zand en de twee delen werden met elkaar verbonden door een asseweg. Later werden daar de "hoge blokken" gebouwd.
- Aan de oostzijde van de Canadablok (tussen de Columbiastraat en de verhoogde spoorwegberm) was een waterpartij, genaamd De Vest, met brede rietkraag.
- Aan de zuidkant van de Canadablok (voorbij de Santiagostraat) werden 4 langwerpige "paalblokken" opgetrokken.
- De Luchtbal was destijds bereikbaar met de buurtspoorwegtrams die naar de noorderpolderdorpen Ekeren, Hoevenen, Stabroek, Berendrecht en Zandvliet reden (nummers 72, 75, 77), alsook met de legendarische stadstram 23 die over een gammel spoor over het destijds onbebouwde gebied tussen de Merksemse IJzerlaan en de Noorderlaan (eindhalte aan café Stef nabij de latere "paalblokken") reed. Later werd dat buslijn 23.
- De straten van de (lage) Luchtbal dragen voor het merendeel de naam van Britse, Ierse en Amerikaanse steden: Manchester, Bristol, Cardiff, Dublin, Glasgow, Boston, Chicago, Houston enzovoort.